# 萨索斯岛
萨索斯岛（希臘語：Θάσος）是希腊东马其顿和色雷斯大区萨索斯专区的岛屿，面积为378.8平方公里，是希臘第十二大島嶼。
島上最大的城鎮为萨索斯镇，與島同名，位於島的北部，與希臘大陸相對。2021年人口数量为3,331人，全島人口则为13,104人。

## 歷史

### 古代至中世紀
腓尼基人可能被當地的金礦所吸引，建立了島上最早的殖民地。
萨索斯岛後來在公元前720/708年接收了一支來自帕羅斯島的希臘殖民。
在伊哥斯波塔米戰役以後（公元前405年），呂山德擊敗雅典軍隊，萨索斯岛改由斯巴達控制。在馬其頓王國腓力五世和羅馬人之間的混亂中，萨索斯岛被交到腓力五世的手中。然而到了公元前197年，庫諾斯克法萊戰役後，羅馬聯軍取得勝利，萨索斯岛被羅馬帝國管治，但在老普林尼(23-79)的時代，島嶼仍保留了自治權。羅馬帝國分裂後，萨索斯岛由拜占庭帝國統治。

### 中世紀至現代
1462年，鄂圖曼帝國奪得該島，並以奧斯曼土耳其語改稱طاشوز Taşöz。1821年島上曾爆發反對鄂圖曼統治的起義，但很快就被平定。1820年代晚期，馬哈茂德二世把島嶼轉送給埃及總督穆罕默德·阿里帕夏作為私人領地，當作是希臘獨立戰爭（阻止希臘成立現代國家未遂）中有埃及人干預而所得的獎勵。埃及在島上的統治相對上較為溫和，島上繁榮的景象一直持續至1908年，土耳其人重新佔領該地為止。 1912年10月20日，第一次巴爾幹戰爭期間，一希臘海軍支隊聲稱萨索斯岛是希臘的一部分，以後該島歸屬希臘。二戰（1941–1944）期間，軸心國瓜分了希臘，萨索斯岛由保加利亞控制。島上的山地地形促進了小規模的抵抗活動持續進行，戰後該島恢復了希臘的統治和名稱。在希臘內戰期間，該島持續受到小規模的戰鬥和共產黨的游擊戰襲擊所影響，直至1950年，主要的戰爭已在希臘本土完結為止。

## 地理
薩索斯島靠近色雷斯海岸，位于爱琴海北端，卡瓦拉市東南20公里處。該島近似圓形，沒有明顯的半島和深邃的海灣。
薩索斯島最高峰伊普里翁高達1,205米（3,428呎），在島的東半部，主要被松樹林所覆蓋，地形較西半部陡峭﹔西半部的坡度較緩。島上普遍多山，並沒有特別高低不平的地貌，島的海拔由海岸漸漸升至島的中心。

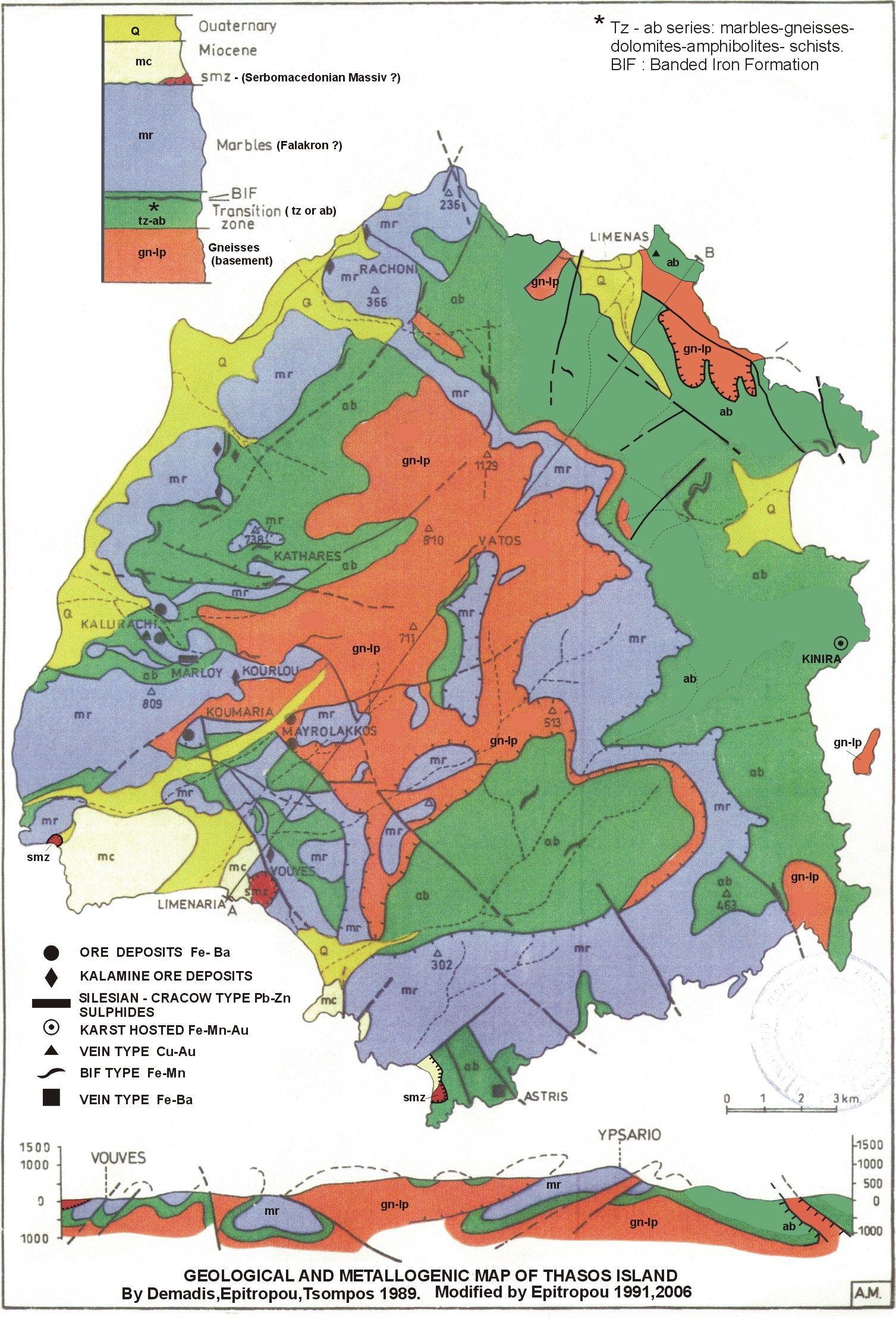
萨索斯岛的地質和成礦圖

該島主要由片麻岩、片岩和羅多彼斷層的大理石所構成。在左方的薩索斯岛地質圖中，
- 黃色所表示的主要是第四紀的岩石；
- 米色所表示的主要是第三紀中新世的岩石；
- 深紅色所表示的是塞爾維亞-馬其頓斷層；
- 紫色所表示的是大理石和一些插入的片麻岩、片岩，厚達500米；
- 綠色的是過渡岩層，包含一系列岩石如大理石、片麻岩、白雲石、角閃岩和片岩等，約有300米厚；
- 紅色的則是片麻岩；
- 各種符號則顯示了不同金屬礦床的位置。

## 經濟

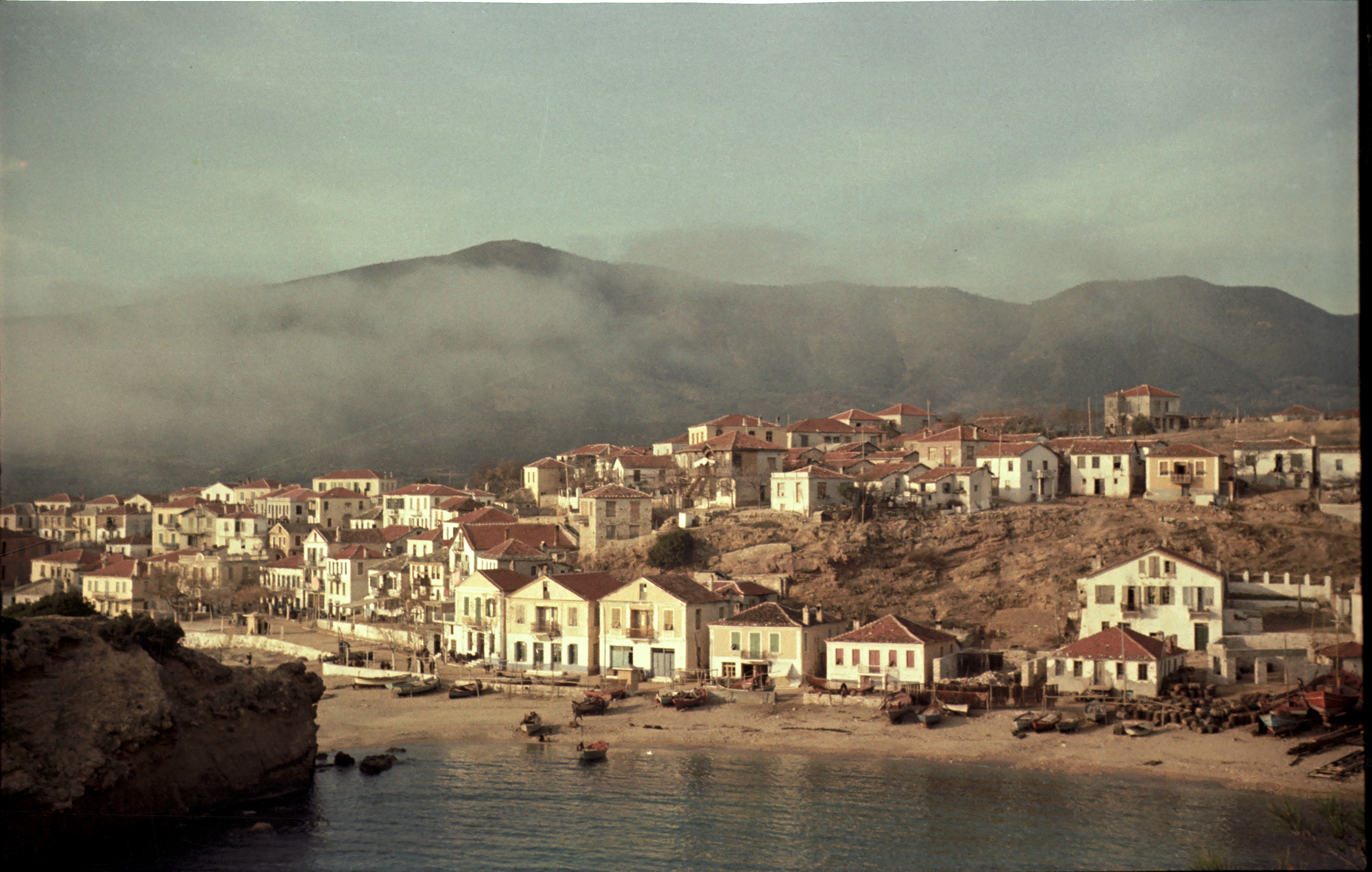
1950年代的利迈纳里亚

現今大多數村莊都被安置在內陸，人口主要從事農業和畜牧業。島內的農業生產主要是蜂蜜和橄欖油，也有酒、山羊放牧、綿羊和捕魚。其他行業包括製材、旅遊業。
此外島上還有採礦業，例如鉛、鋅和大理石，由其在色雷斯海附近有一個大的大理石礦場，而島嶼南方有許多廢棄的大理石採石場，不少自古代已有開採。腓尼基人在島上的卑金屬和貴金屬開採活動則開始於公元前7世紀，後來到了公元前4世紀則由希臘人、羅馬人先後繼續開採活動。希羅多德曾拜訪該島，指出島上最好的礦場都是由腓尼基人在萨索斯島面向薩莫色雷斯島的一邊（即島的東邊）所開採的。

## 人口数据
| 年份 | 同名城镇 | 整个市镇（及岛屿） |
| ---- | -------- | ------------------ |
| 1981 | 2,312    | –                  |
| 1991 | 2,600    | –                  |
| 2001 | 3,140    | 13,765             |
| 2011 | 3,240    | 13,770             |
| 2021 | 3,331    | 13,104             |

## 名人
- 古希臘詩人亞基羅古斯（公元前7世紀）
- 古希臘藝術家波留克列特斯（公元前5世紀中葉）

## 当地景观

萨索斯岛3D立體影像
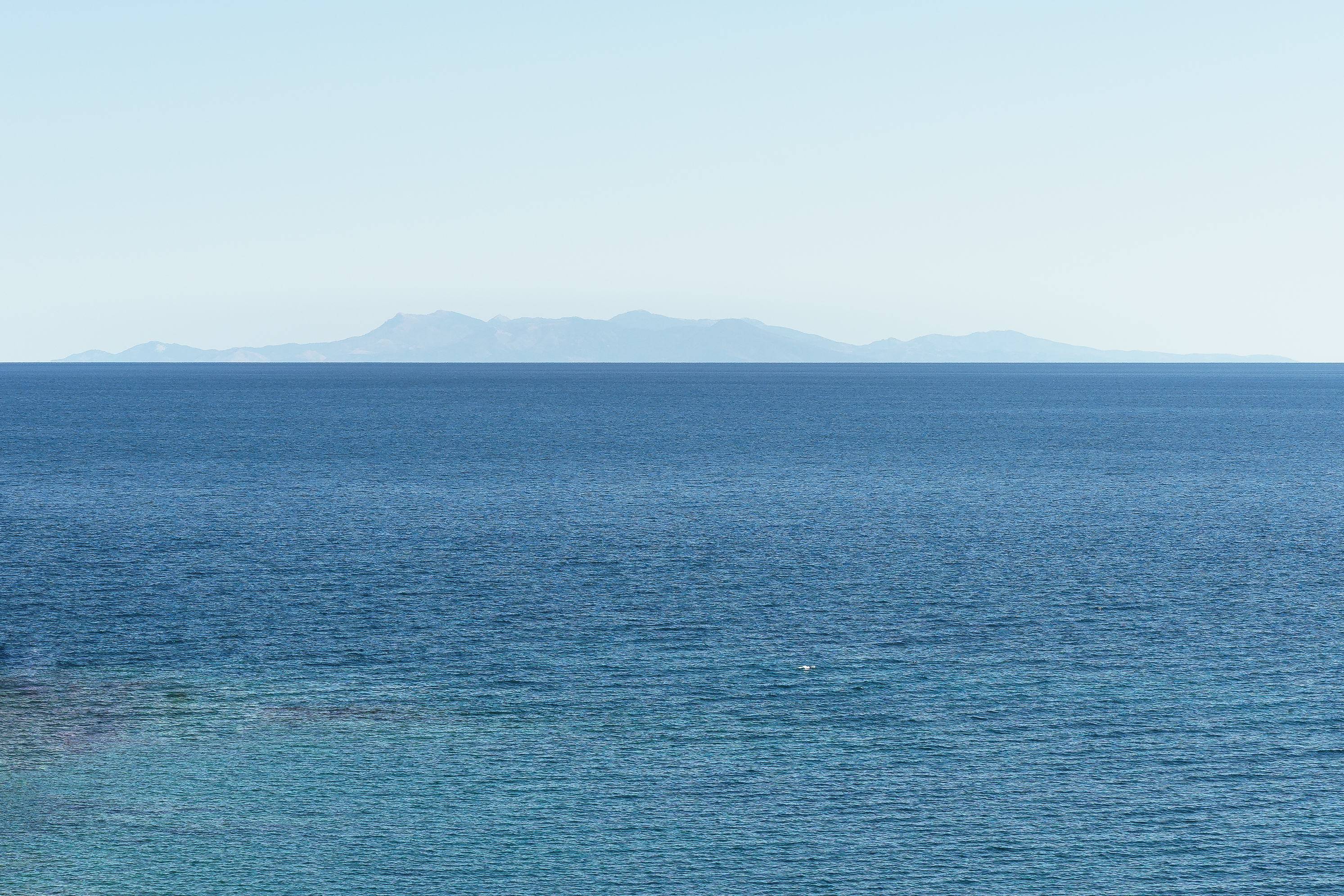
从西边眺望萨索斯岛
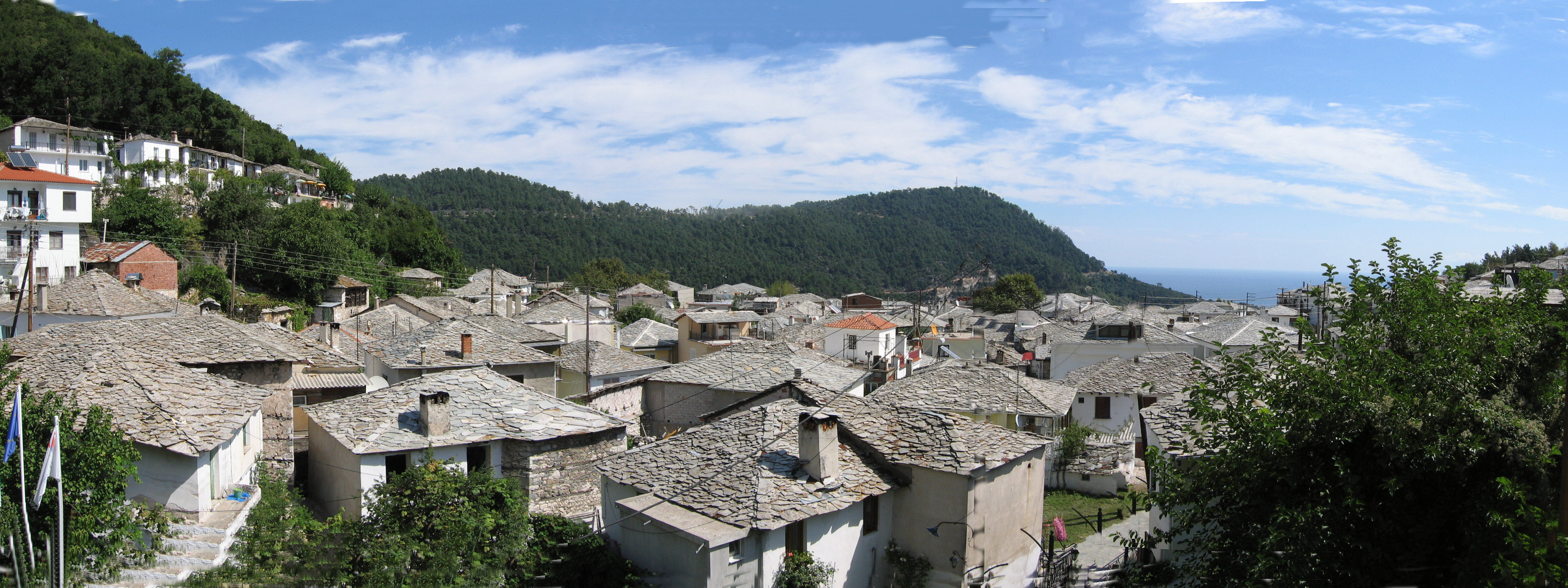
帕纳伊亚村
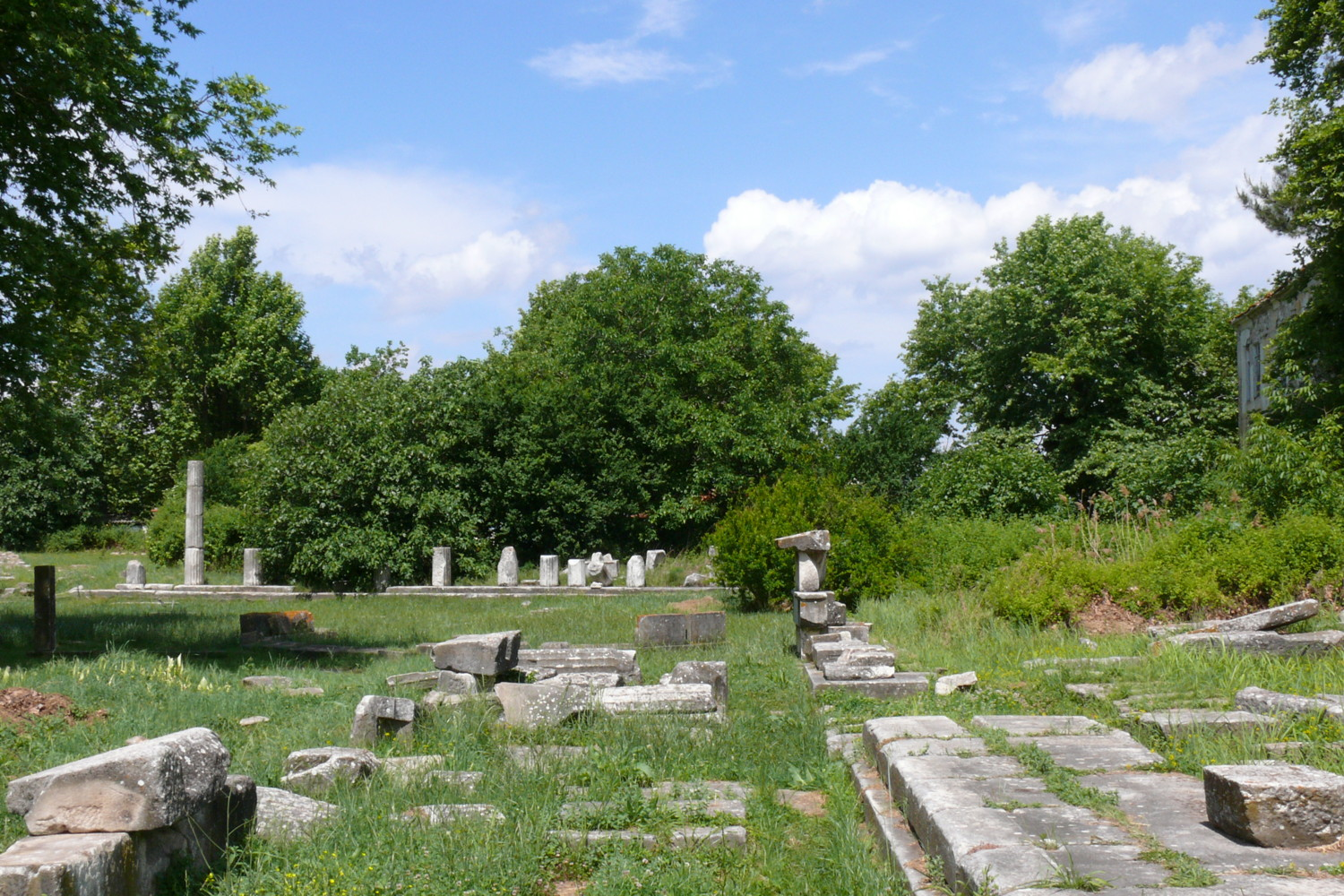
古迹
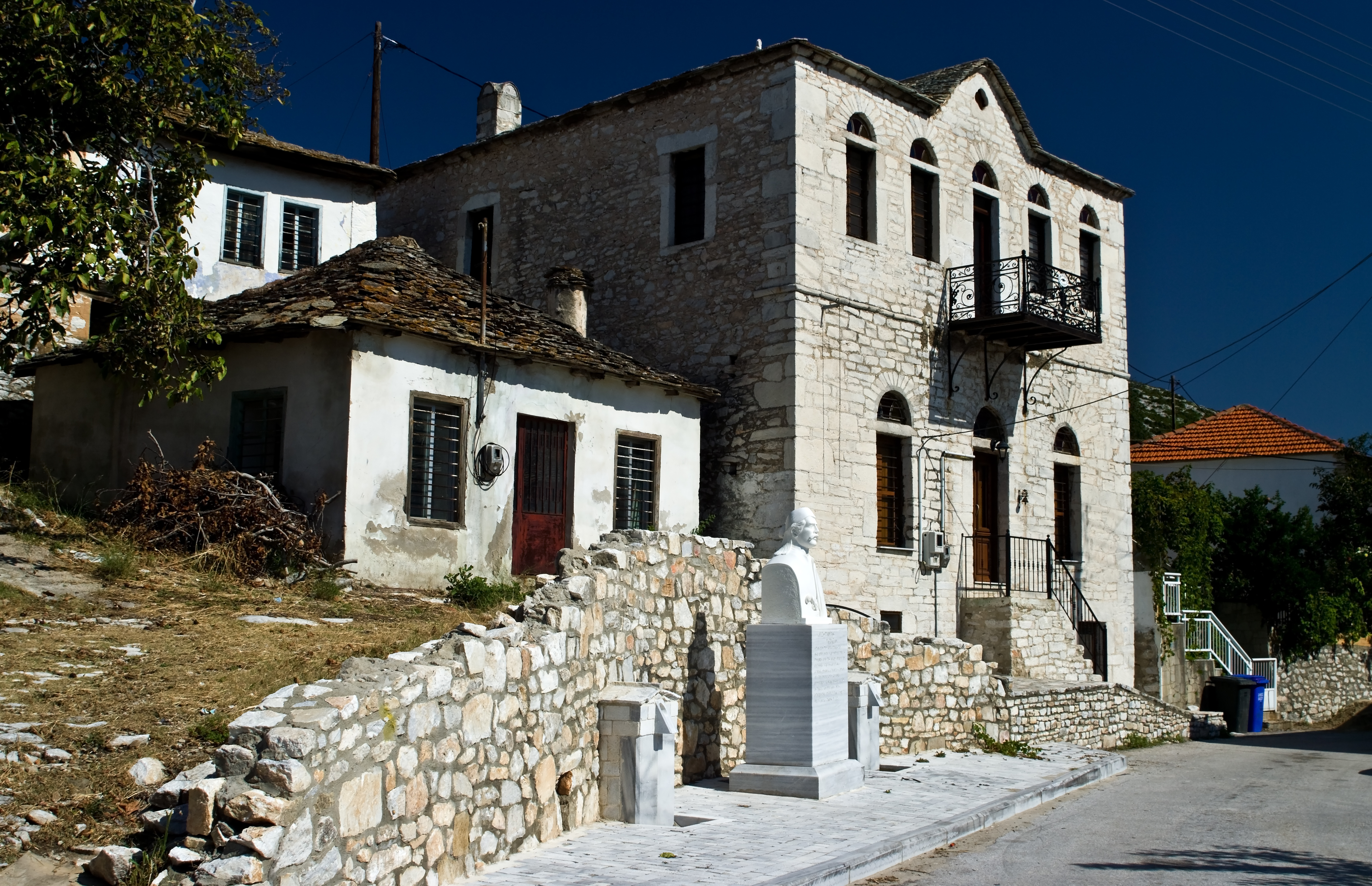
传统村庄
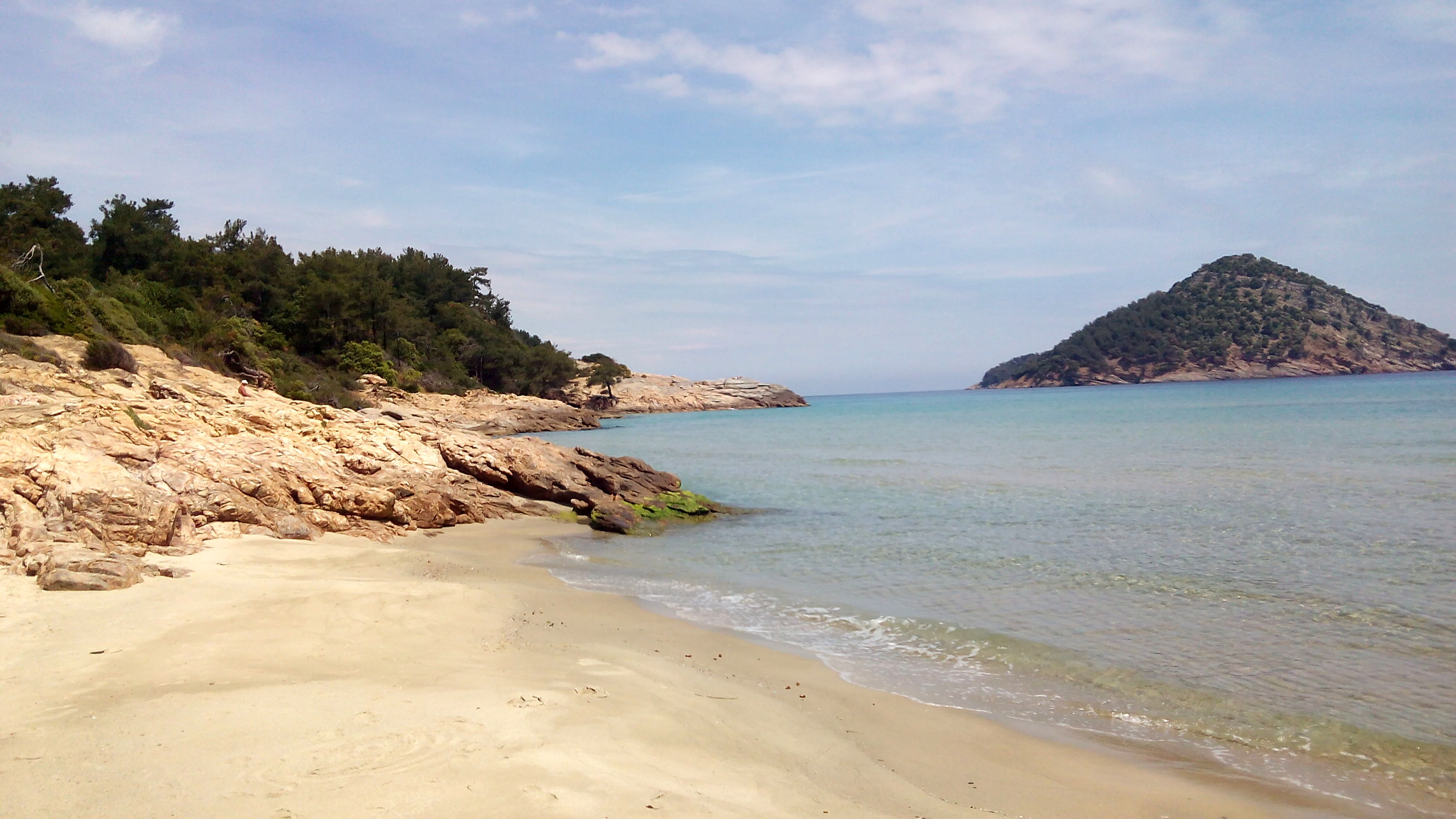
海滩
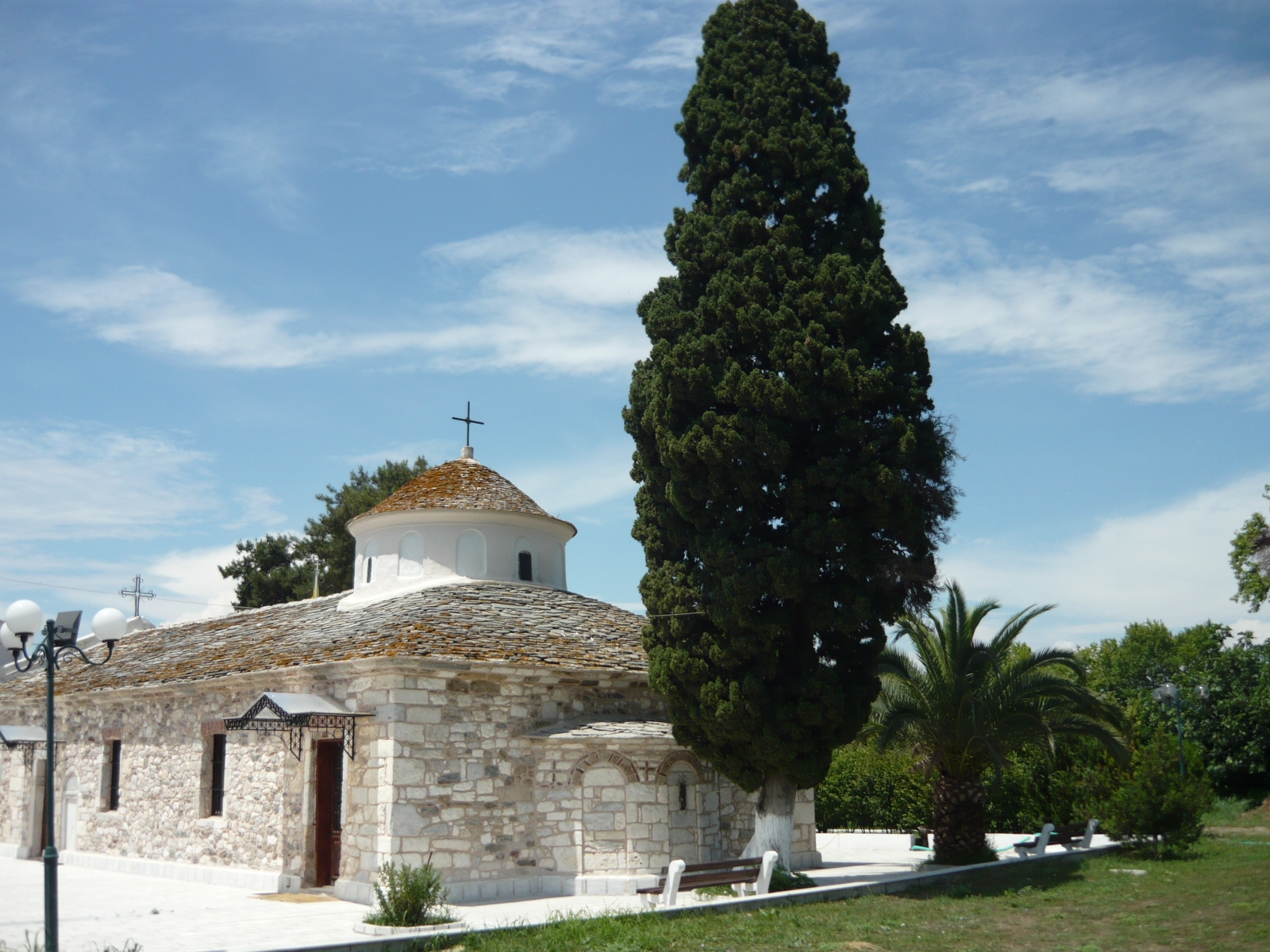
拜占庭教堂
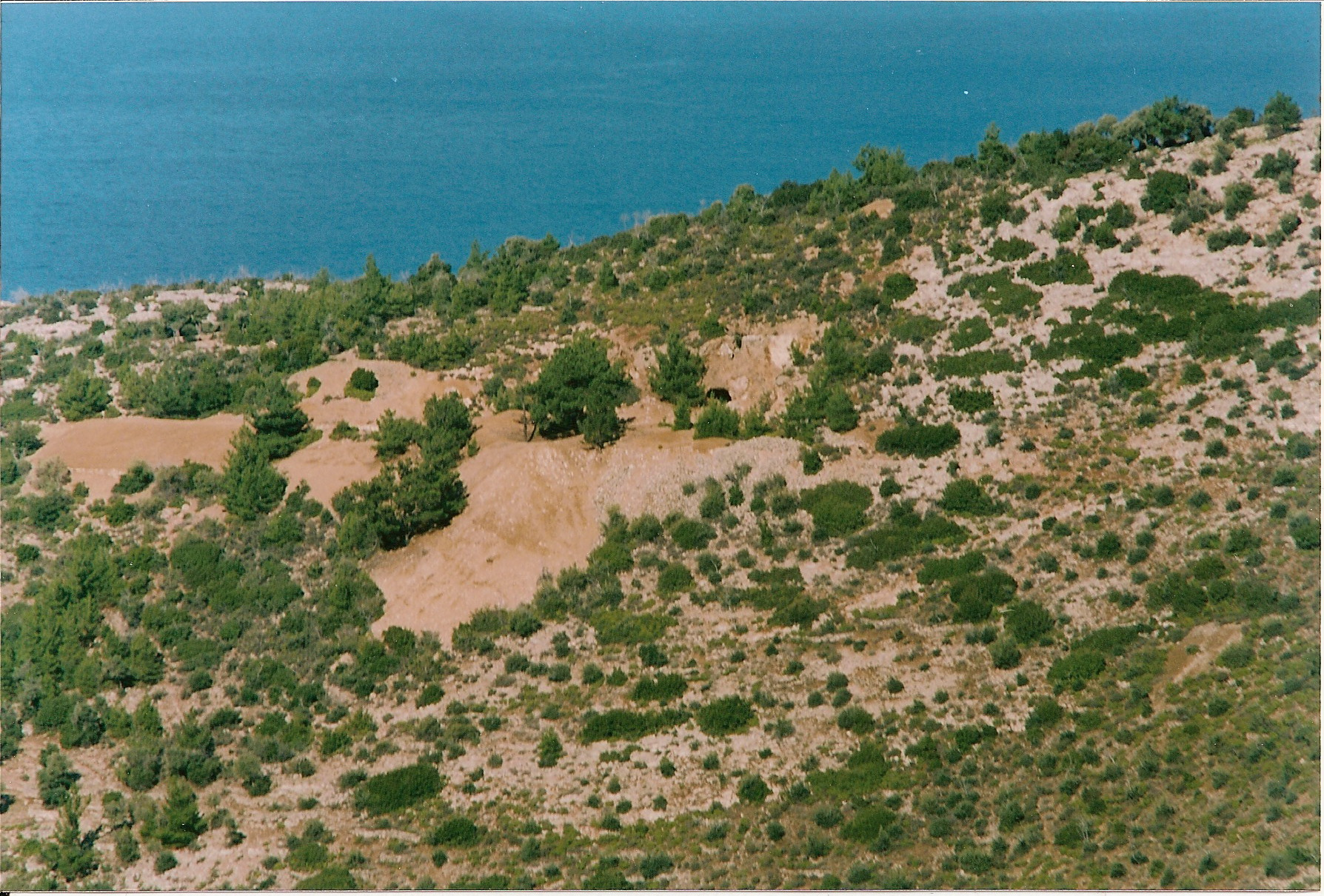
铅锌矿场
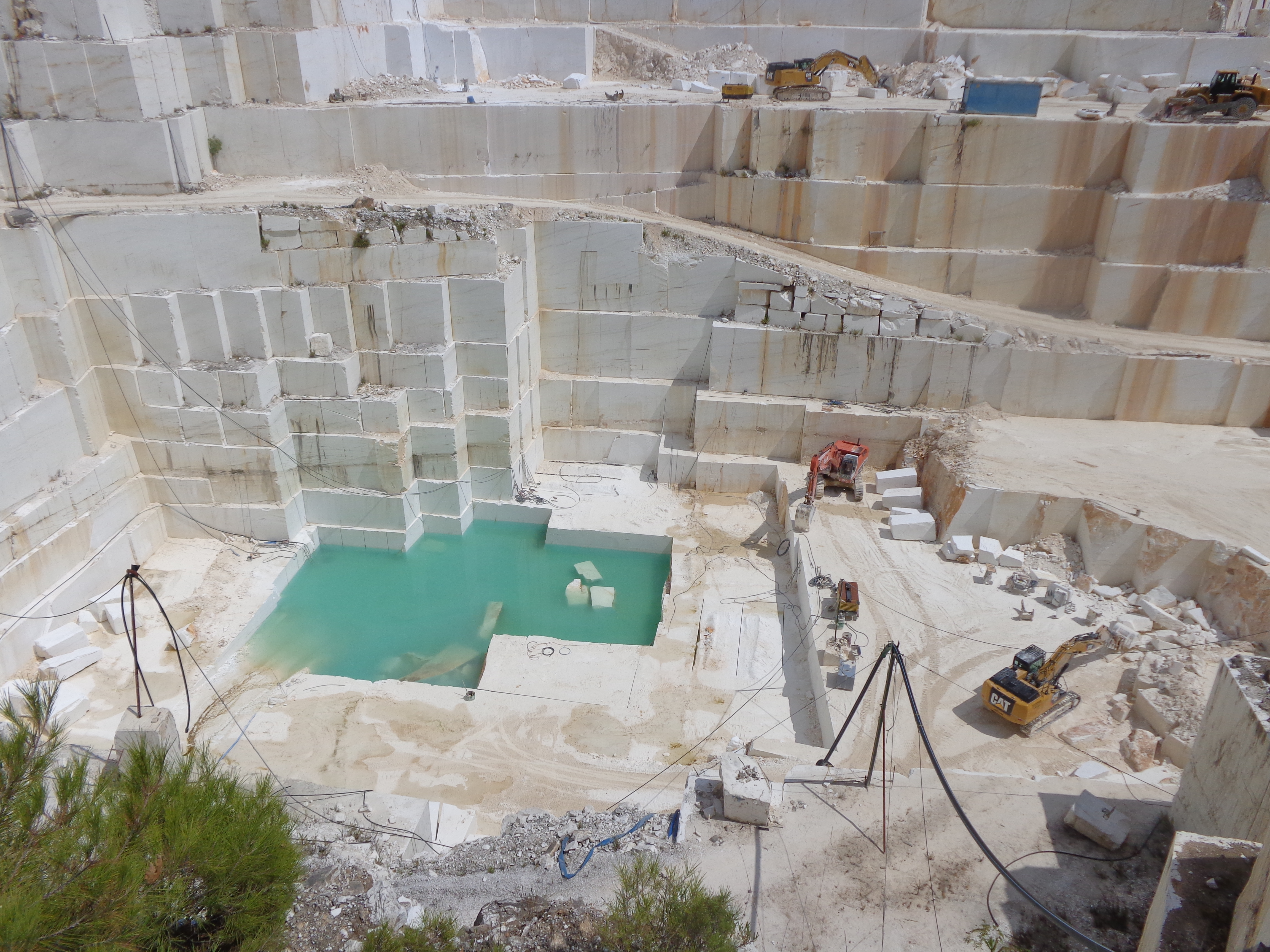
大理石采石场